# Tävlingen
Tävlingen (originaltitel The Competition) är en amerikansk långfilm från 1980 med regi och manus av Joel Oliansky, med Richard Dreyfuss, Amy Irving, Lee Remick och Sam Wanamaker i rollerna. Filmen hade premiär i USA 3 december 1980 och i Sverige 20 mars året därefter. Vid Oscarsgalan 1981 nominerades filmen i kategorin Bästa klippning.

## Handling
Richard Dreyfuss spelar en pianist vid namn Paul Dietrich som deltar i en tävling. Där träffar han karaktären Heidi Schoonover (spelad av Amy Irving) som han tävlar mot och förälskar sig i.

## Rollista
| Richard Dreyfuss | – Paul Dietrich         |
| Amy Irving       | – Heidi Joan Schoonover |
| Lee Remick       | – Greta Vandemann       |
| Sam Wanamaker    | – Andrew Erskine        |
| Joseph Cali      | – Jerry DiSalvo         |
| Ty Henderson     | – Michael Humphries     |
| Vicki Kriegler   | – Tatjana Baronova      |
| Adam Stern       | – Mark Landau           |
| Philip Sterling  | – Mr. Dietrich          |
| Gloria Stroock   | – Mrs. Dietrich         |
| Bea Silvern      | – Madame Gorshev        |
| James B. Sikking | – Brudenell             |
| Delia Salvi      | – Mrs. DiSalvo          |
| Jimmy Sturtevant | – Vinnie DiSalvo        |
| Kathy Talbot     | – Denise DiSalvo        |